# Dream Sorcerer (Čarovnice)
Dream Sorcerer je peta epizoda prve sezone serije Čarovnice.

## Obnova epizode
Andy in Darryl preučujeta nepojasnene umore. V enem od njih se skoraj pojavi Prue, saj jo skuša moški, ki ga je zavrnila, ubiti v sanjah. Prue se zaradi utrujenosti zvrne v spanec. Reši jo klic, ki jo zbudi. Prue pokliče svoji sestri in ju zaprosi naj se pozanimata o demonu po imenu Dream Sorcerer. Vendar o njem ne najdeta ničesar. Saj ni demon, ampak človek, ki so opravljali na njem eksperimente. Prue zaradi utrujenosti spet pade v spanec. Dream Sorcerer jo poskuša ubiti vendar Prue uporabi moč in njegove sanje spremeni v nočno moro.